# Большой Берёзовый
Большой Берёзовый — крупнейший остров архипелага Берёзовые острова в Финском заливе. Административно относится к Выборгскому району Ленинградской области. Остров расположен рядом с Карельским перешейком, недалеко от города Приморска.

## Описание
Остров покрыт сосновым лесом. Высшая точка острова — гора Приморская (43,3 м). Крупнейшее озеро — Званка, крупнейшие болота — Дальние Камыши и Папаолама.
На береговой линии выделяются мысы Тёплый, Костровый, Почётный, Озёрный, Лиственный, Второй Зубец, Первый Зубец, Бодрый, Песчаник, Длинный, Ольховый, Высокий, Лапчатый и Низкий; полуострова Печерский и Рифовый. На побережье залива выделяются залив Петровский, бухты Печерская, Кузнецкая, Красноостровская, Песчаномысская, Длинного Мыса, Попутная, Закатная, Камышёвая, Мухинская, Болотная, Жилая и Вёсельная. Остров отделён от материка проливом Бьёркезунд. Пролив Малый Петровский отделяет от острова Большой Берёзовый остров Северный Берёзовый, а пролив Большой Петровский отделяет от острова Большой Берёзовый остров Западный Берёзовый. Вдоль берега много подводных и надводных камней.
На острове располагаются два населённых пункта — Петровское и Красный Остров.
Остров входит в государственный природный комплексный заказник «Берёзовые острова».

## История
В 1719 году в северо-западной части острова были установлены 4 артиллерийских орудия.
На острове было несколько финских деревень, жители которых занимались как сельским хозяйством, так и рыболовством.
До 1950 года назывался Койвисто (фин. Koivistonsaari) или Бьёркё (Биоркэ, швед. Björkö). Историческое название острова — Бьёркё — дало имя русско-германскому договору 1905 года.
Во время Первой мировой войны на острове был построен форт Сааренпяа. В 1920-е годы, когда остров перешёл к независимой Финляндии, форт был усилен шестью 254-мм дальнобойными орудиями, в юго-восточной части острова было построено несколько пулемётных ДОТов.
Остров перешёл к СССР в 1940 году, после советско-финской войны. Между островами Койвисто и Тиуринсаари (Западным Берёзовым) в 1940 году была установлена граница между РСФСР и Карело-Финской Советской Социалистической Республикой.
В 1940—1941 гг. на острове размещались советский 22-й отдельный артдивизион и отдельный пулеметно-артиллерийский батальон. Во время Великой Отечественной войны гарнизон был эвакуирован в Кронштадт 27 октября 1941 г., после чего на острове находились финские войска. Силами советского Балтийского флота остров был занят в период с 20 по 25 июня 1944 года в ходе Бьёркской десантной операции.
Военное присутствие сохранялось на острове до конца 1950-х годов.